# Mohammed Aliyu Datti
Mohammed Aliyu Datti (Makada, 14 maart 1982) is een Nigeriaans voetballer.
Datti is een aanvaller en speelt bij Niger Tornadoes. Datti werd op 14-jarige leeftijd ontdekt door AC Milan, maar kwam daar nooit echt in de eerste ploeg. Hij werd uitgeleend aan Italiaanse eerste- en tweedeklassers, tot hij in 2003 kwam testen bij Standard Luik. Voor het seizoen 2004-2005 werd hij uitgeleend aan Mons, waar hij in 30 wedstrijden 14 keer scoorde. Dit leverde hem een transfer naar AA Gent op. Ook bij Gent kon Datti echter niet doorbreken en dus trok hij voor het seizoen 2006-2007 naar SV Zulte Waregem, maar daar kreeg hij maar weinig speelkansen van Francky Dury, mede door de sterke concurrentie van Tim Matthys en Cédric Roussel. Roussel vertrok tijdens de winterstop, maar de club trok met Sébastien Siani en Tosin Dosunmu vervangers aan. Datti tekende daarna voor RAEC Mons, maar ook dit avontuur liep slecht af. Na anderhalf seizoen besloot hij om terug te keren naar Nigeria om er te gaan spelen bij Niger Tornadoes.
Na één seizoen keerde hij echter al terug naar België, dit keer echter naar derdeklasser Dessel Sport.

## Carrière
- 1990-1996 : Kaduna United FC
- 1996-01/1997 : AC Milan
- 01/1997-01/1998 : Ravenna Calcio
- 01/1998-1998 : Calcio Padova
- 1998-2000 : AC Milan
- 2000-2001 : AC Monza
- 2001-2002 : AC Milan
- 2002-2003 : AC Siena
- 2003-2004 : Standard Luik
- 2004-2005 : RAEC Mons
- 2005-2006 : KAA Gent
- 2006-01/2007 : SV Zulte Waregem
- 01/2007-2008 : RAEC Mons
- 2008-2009 : Niger Tornadoes
- 2009-heden: Dessel Sport